# Felsbilder von Honnhammarneset

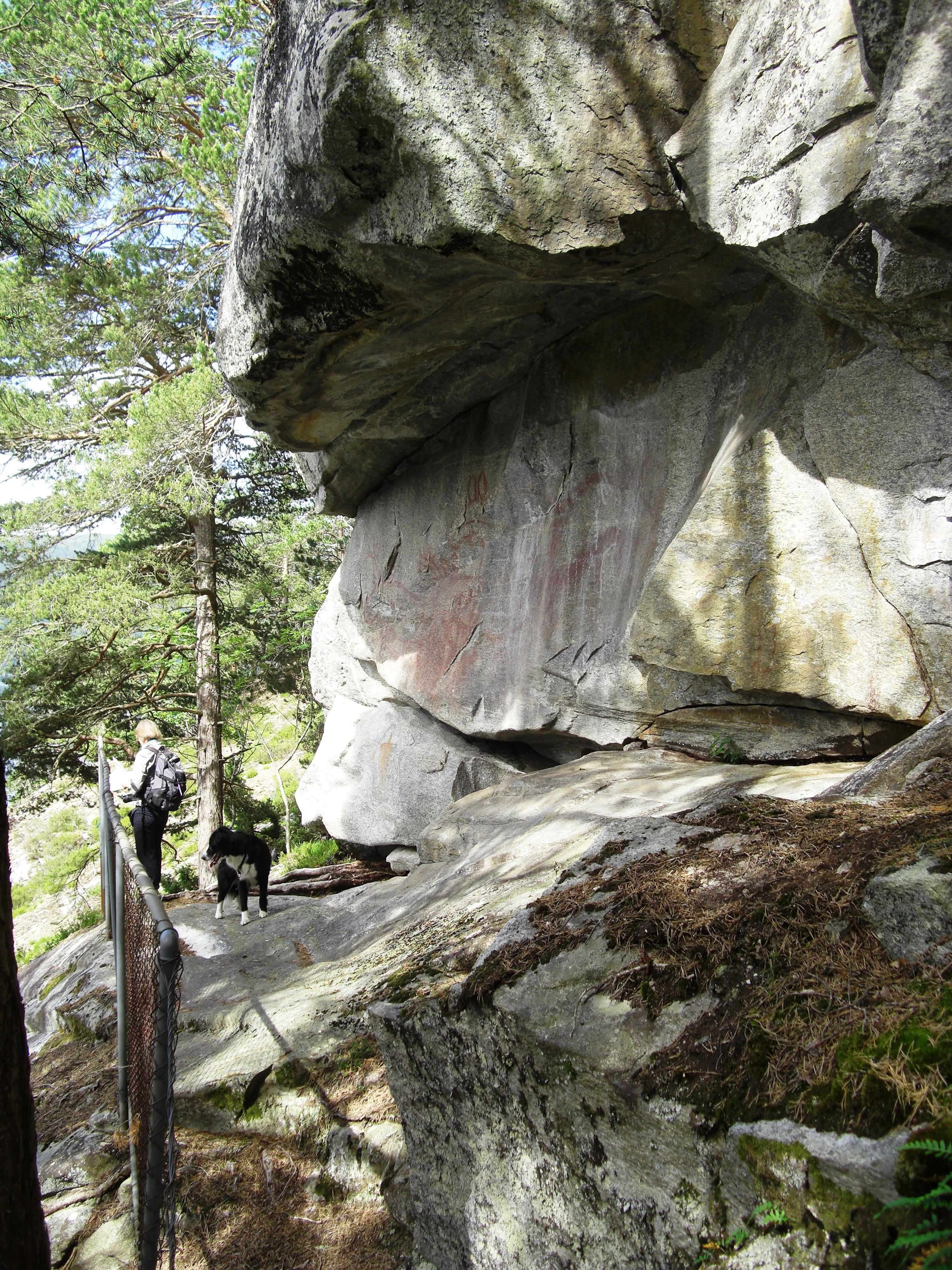
Hindhammar

Die Felsbilder von Honnhammarneset (auch Hinna) liegen am Tingvollfjorden in Tingvoll im Fylke Møre og Romsdal in Norwegen. Die Felsmalerei (norwegisch Hällbilder) befindet sich auf einer steilen Felswand am Meer.
Felsbilder unterscheiden sich von anderen Kunstwerken in Skandinavien, da sie nicht in den Fels gehauene Ritzungen sind, sondern unter den überhängenden Felsen gemalt wurden.

## Abgrenzung
Wenn die Motive eingeritzt, eingepickt, eingeschliffen oder graviert sind, spricht man von Petroglyphen oder Gravierungen. Die Abgrenzung erfolgt unabhängig von der Tatsache, dass die bei Petroglyphen in den Fels eingetieften Reliefs in vielen Fällen ebenfalls mit Farbe ausgemalt wurden. Wegen der häufigen Niederschläge wurden Felsbilder in Mittel- und Nordeuropa überwiegend als Petroglyphen aufgebracht, wie die Felsbilder der nordischen Bronzezeit (z. B. Felsritzungen von Himmelstalund) oder die alpinen Felsbilder der Valcamonica.
Basierend auf dem Design unterscheiden die Archäologen zwischen Ritzungen der Ackerbauern und denen der Jäger und Sammler wie die von Honnhammarneset. Die Felskunst von Honnhammarneset besteht aus vier Bildern von Fischen, wahrscheinlich Lachse, und dem Restbild einer anderen Fischart. Die Bilder sind etwa einen Meter lang und 40 cm breit. Sie sind mit einer Art roter Farbe gemalt worden. Man nimmt an, dass die Felskunst aus der Steinzeit stammt (um 4000 v. Chr.) Noch heute ist das Meer unterhalb der Felskunst ein beliebter Ort zum Lachsfischen.
An der Felswand befinden sich auch zwei Löcher, fast übergroße Schälchen, es ist jedoch unsicher, ob sie artifiziell oder natürlich entstanden sind.